# 鞦韆調
秋千調（西班牙文：Bambera）是一種十二拍的佛朗明哥曲式，音樂調式為Phrygian調。

## 定義
西班牙文原名 bambera 或 bamba 從 cante de columpio（秋千之歌）演變而來，cante de columpio 是安達魯西亞一種傳統歌謠。西文又叫做 asbambas 或 mecederos 都是'搖'的意思，都是配著秋千的節奏歌唱。
Jose de Bisso 在他的 "Chronicle of the Province of Seville (賽維亞省編年史1868)" 這樣的描述它：
|  | Vampas 或 Bambas 是一種雙人秋千，從核桃樹這種大樹上面垂下來。兩人一組坐在裡面，一群人圍著她們，推秋千的人一邊推一邊唱歌。每一段歌由群眾中的一個人唱，然後由被推的兩人其中一人回答。;有一點比較特別的是，在這種場合中，戀人有機會透過即興創作的歌曲來表達壓抑的熱情，並且可以藉此對另一方表達抱怨，嫉妒，不屑，溫柔，怨恨，斥責等等情緒。 |

## 起源
早期女歌手 La Niña de los Peines 在1949年的錄音中將民謠的 cante de columpio 唱成佛朗明哥，為她伴奏的吉他手"Melchor de Marchena"用了帶著孤調風味的Fandango為她伴奏。後來 La Niña 的丈夫 Pepe Pinto 跟 Pepe Marchena 也錄了 Bambera。吉他手 Niño Ricardo 跟更晚的 Paco de Lucía用了孤調來演奏 Bambera。
後來知名歌手嘎馬龍的 La Leyenda del Tiempo (光陰的故事) 也是一首 Bambera。

## 組成
Bambera 的歌詞是四句，每句有八個音節。或是第一跟第三句七個音節、第二跟第四句有五個音節。前兩句通常在在整段最後重複，使得整段歌詞變成六句。或是只有第二句歌詞重複，使整段歌詞為五句。

## 作曲者
有錄過秋千調曲式的歌手包括了有 La Niña de los Peines, Enrique Morente, Carmen Linares 跟 Rocío Jurado。Enrique Morente 1999年的專輯 Lorca 裡面的版本，把 Bambera 唱成四拍，帶著Tangos風味。

## 範例歌詞
|  | La bamba está bien sujeta ( 秋千掛得牢牢的 ) con una soga en ca lao (一根繩子垂下來) meciéndote se te aprietan (為了推你盪秋千) mis manos a tu costao (我的手放在你的屁股上) |

## 引用
1. ↑  .   [2012-01-24]. （原始内容存档于2021-01-15）.
2. ↑  .   [2012-01-24]. （原始内容存档于2012-01-21）.
3. ↑  .   [2012-01-24].
4. ↑  .   [2012-01-23]. （原始内容存档于2016-03-05）.